# Apteronemobius
Apteronemobius is een geslacht van rechtvleugeligen uit de familie Trigonidiidae. De wetenschappelijke naam van dit geslacht is voor het eerst geldig gepubliceerd in 1929 door Lucien Chopard.

## Soorten
Het geslacht Apteronemobius omvat de volgende soorten:
- Apteronemobius darwini Otte & Alexander, 1983
- Apteronemobius gusevae Gorochov, 1986
- Apteronemobius longipes Chopard, 1929